# جاستن كولينز
جاستن كولينز (بالإنجليزية: Justin Collins)‏ هو لاعب اتحاد الرغبي نيوزيلندي، ولد في 9 أبريل 1974 في هوبارت في أستراليا.

## وصلات خارجية
- جاستن كولينز عل موقع إسبنسكروم (الإنجليزية)
- جاستن كولينز على موقع ItsRugby.co.uk (الإنجليزية)